# Annen-Polka

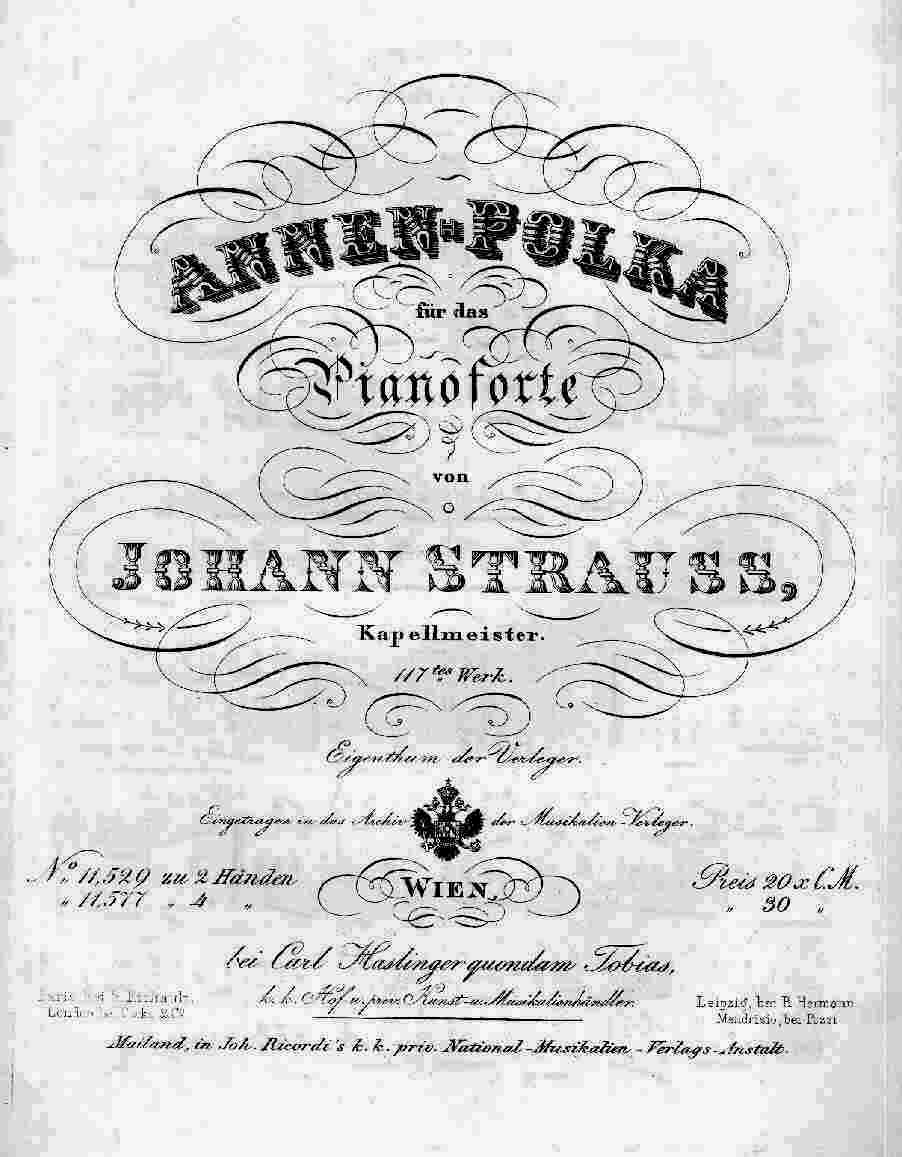
Klaverutdraget till "Annen-Polka".

Annen-Polka, op. 117, är en polka av Johann Strauss den yngre. Den framfördes första gången den 24 juli 1852 i Wien.

## Historia
Inom den Romersk-katolska kyrkan firar man Anna-dagen den 26 juli till minne av Jesu mormor och Jungfru Marias moder: den heliga Anna. Anna-fester var den mest populära sommarfestivalen i Wien och det fanns knappast en kompositör som inte hade skrivet ett musikstycke till någon Anna. Johann Strauss den äldre skrev 1842 en Annen-Polka (op. 137) som framfördes den 2 augusti 1842 i Wiens Volksgarten. Exakt tio år senare skrev sonen Johann Strauss den yngre sin Annen-Polka och den spelades första gången den 24 juli 1852 på ölhallen Zum Wilden Mann. Ibland nämns att verket skulle vara tillägnat kejsarinnan Maria Anna, men det finna inga belägg för detta.
Polkan blev en av Strauss största succéer och än idag är verket ett av de mest spelade stycken av honom. De tryckta noterna till polkan hade en sådan strykande åtgång att förläggaren Carl Haslinger var tvungen att publicera den femte upplagan i början av juli 1853. När Strauss på hösten 1852 reste till Berlin och Hamburg via Dresden välkomnades han med orden "kompositören till Annen-polka". Samma sak hände 1856 i Sankt Petersburg.

## Om polkan
Speltiden är ca 4 minuter och 27 sekunder plus minus några sekunder beroende på dirigentens musikaliska tolkning.